# Język alutorski
Język alutorski – wymierający język z rodziny czukocko-kamczackiej, używany na półwyspie kamczackim w Rosji. W 2010 r. posługiwało się nim 25 osób.
Jest blisko spokrewniony z językiem koriackim i bywa uznawany za jego dialekt.
Wyróżnia się trzy grupy dialektalne: alutorski właściwy, karaga, palana. Zróżnicowanie wewnętrzne nie zostało dobrze przebadane. Dialekty karaga i palana dają się rozpatrywać jako odrębne (choć pokrewne) języki.
Prawie wymarły, został praktycznie wyparty przez język rosyjski. Jego użytkownicy to osoby w podeszłym wieku. Nigdy nie wykształcił tradycji literackiej.